# Sapowa
Sapowa (ukr. Сапова) – wieś na Ukrainie  w rejonie tarnopolskim należącym do obwodu tarnopolskiego. Przez wieś biegnie droga terytorialna T 2006.
Do 2020 w rejonie trembowelskim.